# RRRrrrr!!!
RRRrrrr!!!은 프랑스에서 제작된 알랭 샤바 감독의 2004년 코미디 영화이다. 마리나 포이스 등이 주연으로 출연하였다.

## 출연

### 주연
- 마리나 포이스
- 제라르 드빠르디유

### 조연
- 사미르 게스미
- 장 로슈포르
- 질 콘세일
- 패트릭 메디오니
- 크리스찬 버그너
- 가엘 코엔

## 제작진
- 의상: 올리비에 베리엇